# Смолино (озеро)
Смо́лино — естественный слабосолёный водоём (памятник природы с 1969 г.), расположенный на территории Ленинского и Советского районов Челябинска на юго-востоке города.
Площадь водосборного бассейна — 85,4 км². Объём воды (по данным 1997 года) — 0,0779 км³. Площадь поверхности — 21,7 км² Высота над уровнем моря — 214 м..

## Название
Ранее озеро называлось Ирентик и происходило от башкирского названия. Периодически озеро разливалось с излитием вод в реку Игуменка и мелело разделяясь на 3 мелких озера, при этом вода становилась горько-солёной, вследствие чего в XVIII веке стало называться Горьким. С западной стороны озера располагался казачий посёлок основанный братьями Смолиными, по отчеству которых стал называться сам посёлок. Озеро, в дальнейшем, к концу XIX века, располагавшееся тогда в 8 верстах от границ тогдашнего города Челябинска стало называться по названию поселения как Смолинское и Смолино. Также употреблялись названия Смолено, Смоляное, в частности на фотографиях в источниках 1904 и 1909 годов обозначено так.

## География и гидрология

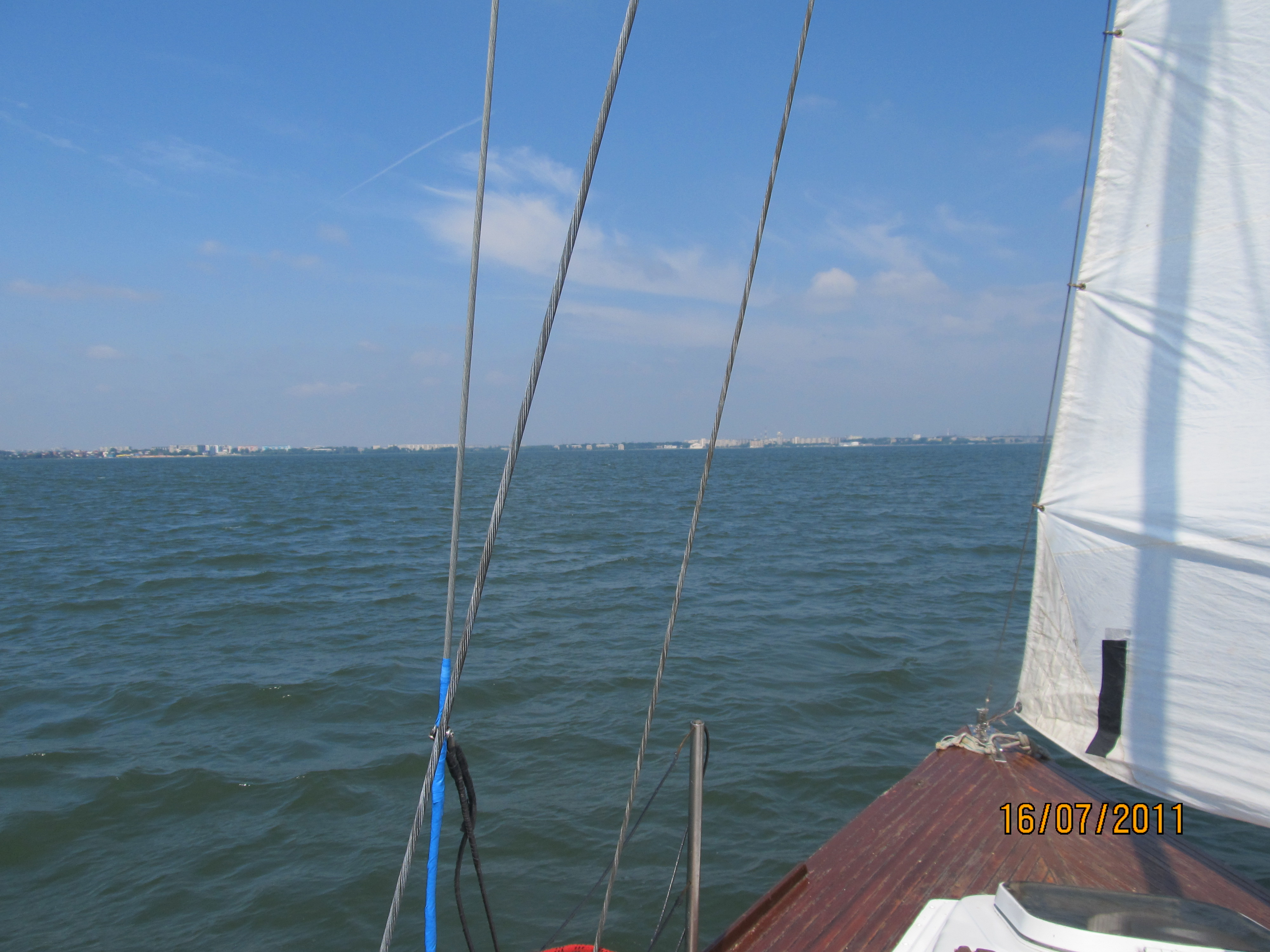
Вид с яхты на озере, небольшое волнение поверхности воды

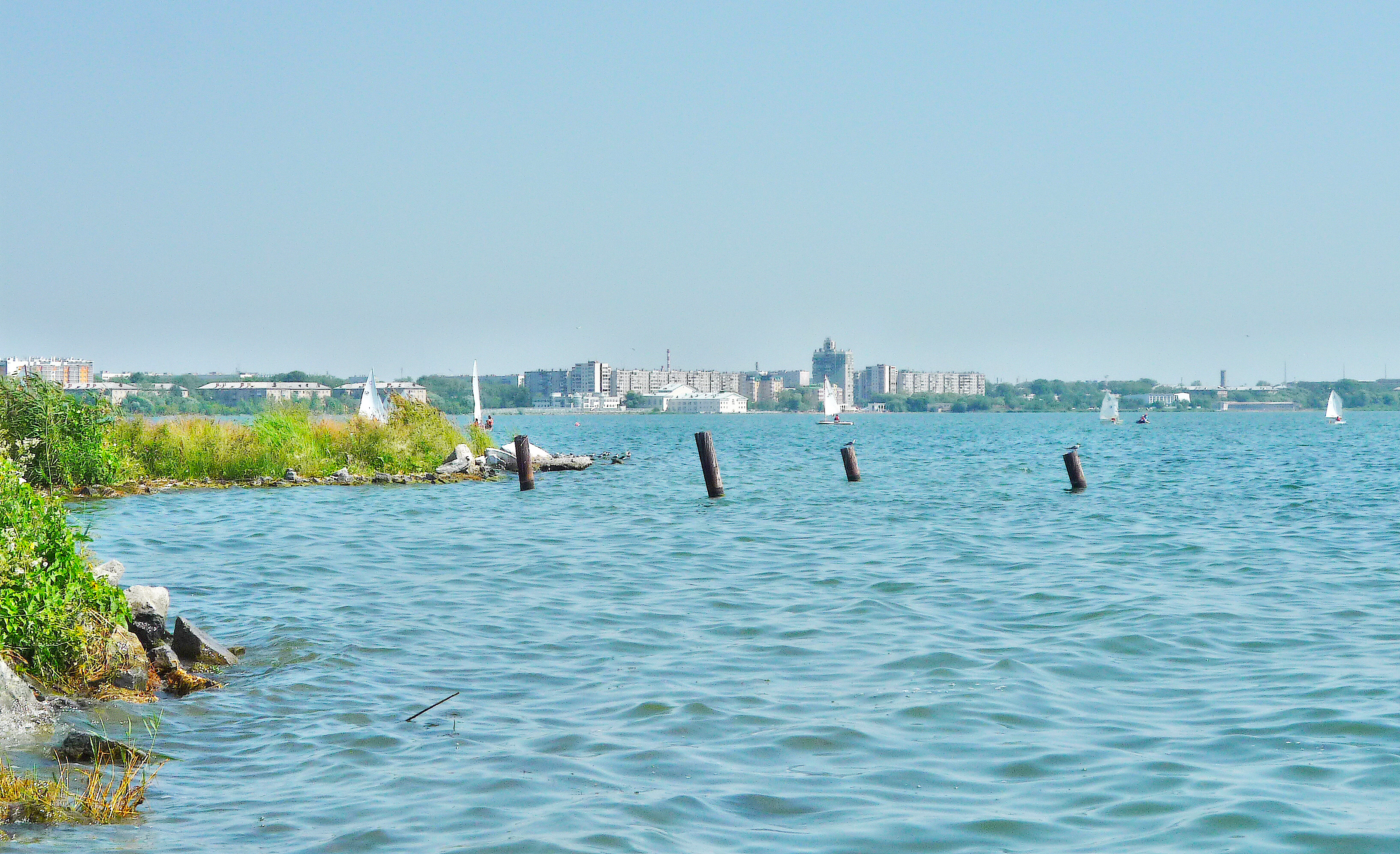
Вид на северный берег, по центру — ДК ЧТПЗ

Озеро равнинного типа, представляет собой один из множества остатков Уральского моря. Дно образовано осадочной глиной, песчано-илистое. Вода горьковато-солоноватая, иногда обогащается сероводородом. Берега пологие, песчаные, в южной части имеется возвышение называемое Высокой горой. Местность в окрестностях степная с участками смешанного, преимущественно берёзового леса, к северо-западу от озера располагается Челябинский городской бор. По берегам имеются родники.
Смолино полностью расположено в современной черте города Челябинска, в его юго-восточной части. Возле юго-восточной части озера проходит административная граница города Копейска. Подвержено антропогенному воздействию: со сточными водами в озеро попадают различные загрязнители: органические вещества, нефтепродукты, тяжёлые металлы, содержание которых в воде превышает ПДК в 3—8 раз. На некоторых картах расположенный в южной части озера залив возле пос. Исаково обозначен как озеро Исаково. По состоянию на 2016 год вода озера относилась к 3-му классу качества («грязная»).
В последней трети XX века происходил значительный подъём уровня воды в озере, который вызвал подтопление и выселение множества жилых домов частного сектора на берегах озера, однако к концу XX века путём откачки воды в реку Миасс было достигнуто снижение уровня воды.
Несмотря на загрязнённость озера на его берегах действует несколько оборудованных пляжей для купания.
Вдоль восточного берега озера расположены несколько садоводческих товариществ; к северному берегу примыкает жилая многоэтажная застройка Ленинского района, на побережье находятся дворец культуры ЧТПЗ и спорткомплекс «Восход»; на юго-восточном берегу расположены посёлки Береговой и Сухомесово; вдоль южного берега находятся садовые участки и посёлок Исаково; вдоль западного — посёлок Смолинский, садовые участки, базы отдыха и гостиницы.

## История
По берегам и вблизи имеются стоянки древних людей и могильники, например, Смолинская — стоянка, Смолино-3 — курганный могильник, погребальный археологический памятник, обнаруженный Н. К. Минько и Смолино-5 — стоянка каменного века, обнаруженная С. Н. Дурылиным в 1925 году.
В начале XX века вода и ил, до антропогенного воздействия, использовались местным населением как лечебные.
С середины 50-х годов в озере Смолино сохраняется тенденция к повышению уровня. Особенно интенсивный подъём наблюдался в 60-е, 80-е и в последующие годы. По данным М. А. Андреевой (1995) до 1977 года в формировании уровненного режима озера ведущую роль играли естественные колебания климата, а после этого периода наблюдается антропогенное нарушение водного режима озера Смолино. С 1977 года уровень озера вырос на 3,5 м.
В 30-х годах XX века озеро Смолино было солоноватым водоемом (минерализация составляла 9,1 г/л). В настоящее время под влиянием многолетнего сброса сточных вод различных производств и стока с асфальтированных территорий Ленинского района г. Челябинска озеро распреснилось до 1,7 — 1,8 г/л. Площадь озера увеличилась в 2 раза, с 14 до 27 км². В 1965 году озеро соединилось с расположенным южнее озером Исаково. Количественное изменение притока привело к значительному превышению ПДК по железу, нефтепродуктам. Несмотря на столь значительные изменения озёрной гидросистемы, озеро сохраняет удовлетворительный кислородный режим, прежнее соотношение основных ионов и хлоридный класс воды; в озере продолжает обитать эндемичный солелюбивый рачок (Arctodiaptomus salinus). Это указывает на то, что ресурсы способности озера к самоочищению ещё не исчерпаны (Захаров, 2004).
В 1936 году началось расширение озера. Специалисты обратили внимание на цикличность, совпадение колебаний уровня воды в водоёмах области с колебаниями уровня воды Каспийского моря. Причина явления пока не изучена.
В 1920-30 гг. на озере появились дачи местных областных и городских властей. Ещё раньше, около 1864 года, у северного побережья монашки стали выращивать арбузы и тыквы, засадили недалеко, в нескольких километрах от озера на монастырской заимке женского монастыря делянку саженцами фруктовых деревьев, в дальнейшем на его месте в советское время был создан плодопитомник опытной научной селекционной станции (в дальнейшем НИИ), в XXI веке на их месте разбит парк.
Озеро с 1961 года отнесено к памятникам природы регионального значения, действующие границы памятника установлены постановлением Правительства Челябинской области от 3 декабря 2020 г. № 641-П.

## Флора и фауна
Редкие виды растений: лук поникающий, Лук-слизун (Allium nutans L.), ладьян трёхнадрезный (Corallorhiza trifida Chatel), башмачок крапчатый (Cypripedium guttatum Sw.), башмачок крупноцветковый (Cypripedium macranthon Sw.), бороздоплодник многораздельный (Aulacospermum multifidum (Smith) Meinsh.), ирис низкий (Iris humilis Georgi). Все эти виды были известны на берегах озера Смолино по сборам В. М. и И. М. Крашенинниковых начала XX века. Учитывая современное состояние природных сообществ побережья озера, фактически находящегося в черте города Челябинска, наличие этих видов в данном местонахождении в наши дни представляется маловероятным.
Редкие животные: махаон обыкновенный, подалирий.